# Tańczący słoń
Tańczący słoń – ostatnia powieść Adama Bahdaja, którą pisarz ukończył w marcu 1984. Książka ukazała się w 1987 nakładem Krajowej Agencji Wydawniczej. Pierwotnie powieść ukazywała się w odcinkach na łamach pisma Płomyczek (z ilustracjami Jerzego Flisaka).

## Opis fabuły
Jest to powieść sensacyjna, która opowiada o przygodach Zuli Siwoszówny, Bartka Dziwisza, "Muminka" i innych dzieci spędzających wakacje na Mazurach. Z początku bohaterowie bawią się w Indian. Po pewnym czasie wplątują się w detektywistyczną przygodę, podczas której starają się rozwikłać zagadkę związaną z tajemniczą figurką tańczącego słonia.